# Bohuslav Karlík
Bohuslav Karlík (n. 25 noiembrie 1908, Praga, Austro-Ungaria – d. 29 septembrie 1996, Praga, Cehia) a fost un canoist ce a reprezentat Cehoslovacia, medaliat olimpic. A participat la 2 ediții ale Jocurilor Olimpice (1936, 1952) în care a câștigat o medalie de argint.